# Barretaine
Barretaine település Franciaországban, Jura megyében. Lakosainak száma 192 fő (2022. január 1.). Barretaine Chaussenans, Le Fied, Plasne és Poligny községekkel határos.

## Népesség
A település népességének változása:
| Lakosok száma | 215  | 200  | 199  | 198  | 177  | 177  | 178  | 177  | 176  | 192  |
|               | 1968 | 1982 | 1990 | 2006 | 2013 | 2015 | 2017 | 2019 | 2020 | 2022 |